# Mahmoud Mrad
 (mai 2017).
Si vous disposez d'ouvrages ou d'articles de référence ou si vous connaissez des sites web de qualité traitant du thème abordé ici, merci de compléter l'article en donnant les références utiles à sa vérifiabilité et en les liant à la section « Notes et références ».
Mahmoud Mrad (né au Akkar en 1949) est un homme politique libanais.
Diplômé en littérature arabe, il rejoint le Courant du Futur de Rafiq Hariri au Liban Nord.
En 2005, il est élu député sunnite du Akkar sur la liste de l'Alliance du 14 Mars, aujourd'hui majoritaire au Parlement.